# Satz von Kuiper
Der Satz von Kuiper  ist ein mathematischer Lehrsatz, der im Übergangsfeld zwischen dem Gebiet der Funktionalanalysis und dem Gebiet der Topologie angesiedelt ist und der auf eine Arbeit des niederländischen Mathematikers Nicolaas Hendrik Kuiper aus dem Jahre 1965 zurückgeht. Kuiper behandelt hier Homotopieeigenschaften der Gruppe der invertierbaren beschränkten linearen Operatoren eines unendlich-dimensionalen separablen Hilbertraums {\displaystyle H} und bestätigt mit seinem Satz eine von Michael Atiyah, Albert Solomonowitsch Schwarz und Richard Sheldon Palais aufgestellte Vermutung.

## Formulierung des Satzes
Der Satz von Kuiper lässt sich formulieren wie folgt:
Gegeben sei ein unendlich-dimensionaler separabler {\displaystyle \mathbb {K} }-Hilbertraum {\displaystyle H}, wobei {\displaystyle \mathbb {K} =\mathbb {R} }, der Körper der reellen Zahlen, oder {\displaystyle \mathbb {K} =\mathbb {C} }, der Körper der komplexen Zahlen, oder {\displaystyle \mathbb {K} =\mathbb {H} }, der Schiefkörper der Quaternionen, sei.
Hier seien {\displaystyle {\mathfrak {L}}(H)}, versehen mit der Operatornorm, der topologische Ring der beschränkten linearen Operatoren auf {\displaystyle H} sowie {\displaystyle {\mathfrak {LG}}(H)\subset {\mathfrak {L}}(H)} die darin enthaltene topologische Gruppe der invertierbaren beschränkten linearen {\displaystyle H}-Operatoren und schließlich {\displaystyle {\mathfrak {U}}(H)\subset {\mathfrak {LG}}(H)} die ebenfalls darin enthaltene Untergruppe der unitären {\displaystyle H}-Operatoren.
Dann gilt:
 (1) {\displaystyle {\mathfrak {LG}}(H)} ist als topologischer Teilraum von {\displaystyle {\mathfrak {L}}(H)} ein zusammenziehbarer Raum.
 (2) {\displaystyle {\mathfrak {U}}(H)} ist ein Retrakt von {\displaystyle {\mathfrak {LG}}(H)} und daher ebenfalls zusammenziehbar.